# Политический кризис в Парагвае (2017)
Политический кризис в Парагвае — протесты в Парагвае, вызванные попыткой президента страны Орасио Картеса внести в конституцию страны изменения, которые позволят ему баллотироваться на второй срок.

## Предпосылки
После 35-летнего правления Альфредо Стресснера, парагвайского генерала и политика, занимавшего пост президента Парагвая с 1954 до 1989 года и переизбиравшегося на этот пост семь раз, в конституции страны от 1992 года были внесены изменения, запрещающие занимать должность президента более одного срока.

В марте 2017 года в Сенат, верхнюю палату парламента Парагвая, был внесен закон, позволяющий действующему президенту страны Орасио Картесу баллотироваться во второй раз. На заседании, которое проводилось в закрытой комнате, а не в сессионном зале, где отсутствовали представители оппозиции и председатель, большинство депутатов (25 из 45) поддержали этот законопроект:
Ничего не было сделано за рамками Конституции. На заседании, где присутствовало 25 сенаторов, всё было сделано в рамках закона, с соблюдением процедур.
Карлос Филицола, сенатор

## Уличные протесты
Соответствующее решение верхней палаты парламента вызвало уличные протесты, охватившие столицу страны город Асунсьон. Протестующие, среди которых оказалось много известных местных политиков, вступили в столкновения с местной полицией — поджигали автомобильные покрышки, забрасывали полицейских камнями. Полиция в ответ применила к протестующим слезоточивый газ, водометы и резиновые пули. Как сообщают местные СМИ, многие протестующие получили телесные повреждения, о получивших ранения полицейских заявило министерство внутренних дел страны.

## Захват здания Сената
Вокруг здания Сената протестующие построили баррикады, а позже взяли само здание штурмом. Захватив парламент, протестующие обыскали и подожгли кабинеты депутатов, голосовавших за соответствующие изменения к конституции.

## Решение нижней палаты
Спикер нижней палаты парламента Парагвая заявил, что заседание в субботу, 1 апреля, где должен был решаться вопрос поддержки законопроекта, не состоится.